# 马库斯·巴贝尔
马库斯·巴贝尔（德語：Markus Babbel，1972年9月8日—）是一名已退役的德國足球運動員，擔任後衛，曾效力多所德甲及英超大球會。巴布退役後出任教練，現時無業。

## 生平

### 球會
巴布出身於德國球會拜仁慕尼黑青年队，但其職業生涯是在漢堡展開。兩季後拜仁對其重新審視，返回拜仁。1996年時曾有傳英格蘭球會曼聯欲以五百萬英鎊羅致巴布，但終沒成事。在拜仁時期巴布除贏得1997年、1999年和2000年德甲冠軍外，還於1999年打入歐聯決賽，惟該屆最終落敗。而當屆冠軍，正正是曾對巴布甚有興趣的曼聯。 
2000年巴布獲英格蘭老牌球會利物浦羅致加盟。加盟第一季就贏得英格蘭聯賽盃、英格蘭足總盃和歐洲足協盃三個獎盃。但緊接的球季巴布因傷病上陣大減，2003年更被外借至布力般流浪。隨著年事已高，2004年返回德國效力史特加。

### 國家隊
巴布早於1996年就入選國家隊，贏得了1996年歐洲國家盃。但在參加了1998年世界盃和2000年歐洲國家盃後，巴布就再也沒入選。

### 教練
巴布早於2007年已升上為史特加助教。2008年11月23日，巴布成為了史特加主教練。2009年12月7日經歷8輪聯賽不勝後巴布最終被辭退，而他亦轉往哈化柏林出任教練一職。2012年8月，巴布成為了賀芬咸主教練，12月7日被辭退。
2014年10月12日成為瑞士足球超級聯賽盧塞恩教練。

## 榮譽
球會
- 歐洲足協盃 (2)：1996年、2001年
- 德甲 (4)：1997年、1999年、2000年、2007年
- 德國聯賽盃 (3)：1997年、1998年、1999年；亞軍：2005年
- 英格蘭聯賽盃 (1)：2001年
- 英格蘭足總盃 (1)：2001年
- 英格蘭社區盾 (1)：2001年
- 歐洲超級盃 (1)：2001年
- 歐洲聯賽冠軍盃亞軍：1999年

國家隊
- 歐洲國家盃 (1)：1996年歐洲國家盃

## 外部連結
- fussballdaten.de 巴布職業數據 （页面存档备份，存于）
- 利物浦官方網站 巴布檔案